# Карагандысай
Карагандысай (каз. Қарағандысай, до 1993 г. — Новоалексеевка) — упразднённое село в Алгинском районе Актюбинской области Казахстана. Входило в состав Маржанбулакского сельского округа. Код КАТО — 153247300. Упразднено в 2019 г.

## Население
| Численность населения | Численность населения | Численность населения |
| 1989                  | 1999                  | 2009                  |
| --------------------- | --------------------- | --------------------- |
| 266                   | ↗364                  | ↘131                  |

В 1999 году население села составляло 364 человека (186 мужчин и 178 женщин). По данным переписи 2009 года, в селе проживал 131 человек (70 мужчин и 61 женщина).